# 盲公繩

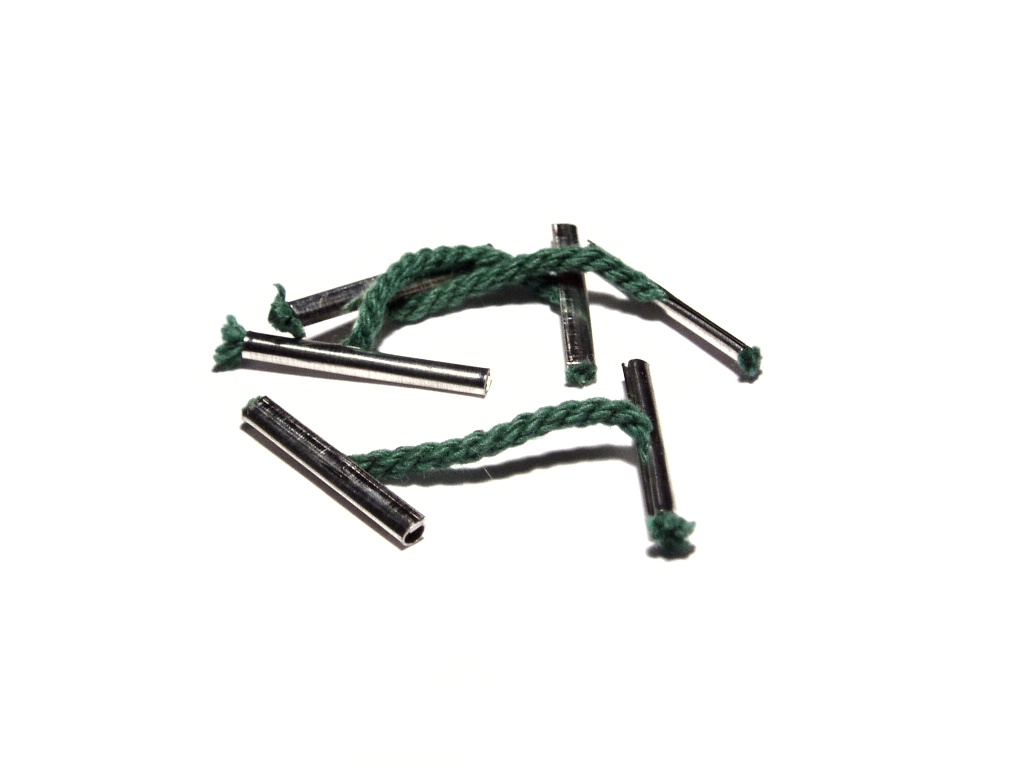
盲公繩

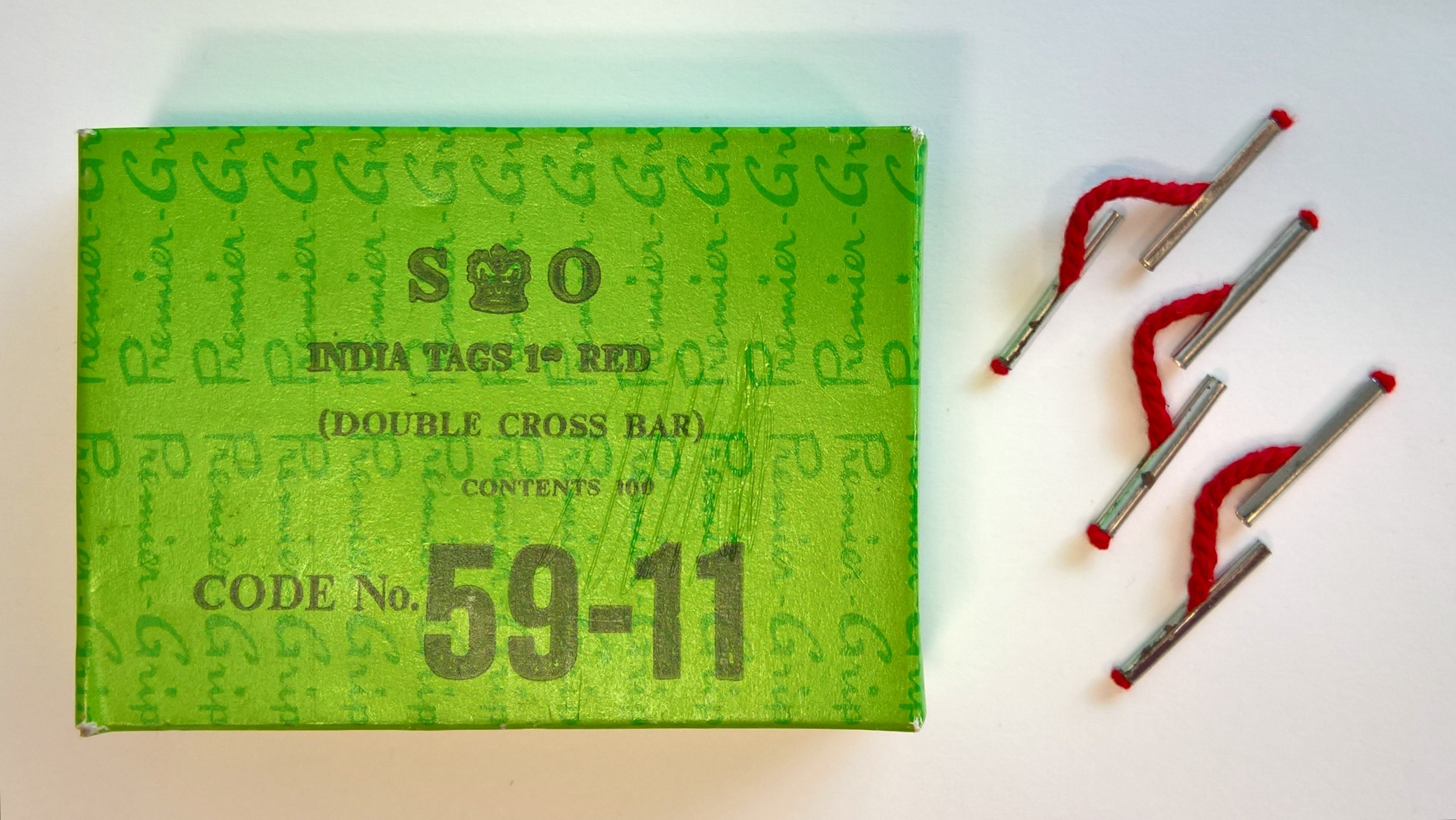
一盒英國財政部的盲公繩

盲公繩（或稱文件繩；英語：或）是一種用於將紙張固定在一起或固定到文件夾的文具。由一小段的細繩組成，每一端都有金屬或塑料橫梁，與細繩成直角。它們穿過紙或卡紙上由打孔機製成的孔，並且細繩的長度足夠固定文件，從而形成循環並綁定文件，類似於穿鞋帶的原理。
稱為盲公繩的理由是因為香港政府使用的盲公繩是由盲人庇護工場製作。